# Susan Johnson (écrivain)
Pour les articles homonymes, voir Johnson et Susan Johnson.
Susan Johnson (née en 1939) est un écrivain américain de romances. Son style se caractérise par plus de sensualité et d'érotisme.

## Œuvre

### Romans d'amour historiques
- Délices interdites : Prisonnier du désir, J'ai lu, 2004 ((en) Bound and determined, 1999)
- Désirs ardents, J'ai lu, 2002 ((en) Temporary mistress, 2000)
- L'ivresse des sens, J'ai lu, 2002 ((en) Tempting, 2001)

### Romans d'amour contemporains
- (en) Hot Streak, 1990Inédit en France
- (en) Blonde Heat, 2002Inédit en France
- Chloé l'impertinente, J'ai lu, 2005 ((en) Hot pink, 2003)
- (en) Hot Legs, 2004Inédit en France
- (en) Hot Spot, 2005Inédit en France
- (en) French Kiss, 2006Inédit en France
- (en) Wine, Tarts and Sex, 2007Inédit en France
- (en) Hot Property, 2008Inédit en France

### Série Carre
1. (en) Outlaw, 1996Inédit en France
2. (en) To Please A Lady, 1999Inédit en France

### Série russe
1. (en) Seized By Love, 1978Inédit en France
2. (en) Love Storm, 1981Inédit en France
3. (en) Sweet Love Survive, 1985Inédit en France
4. Lisaveta et le prince blanc, Harlequin, 1992 ((en) Golden Paradise, 1990)Publié dans la collection Les Historiques

### Série Darley
1. Ardente innocence, J'ai lu, 2007 ((en) When You Love Someone, 2006)Publié dans la collection Passion ardente
2. Voluptueuse innocence, J'ai lu, 2008 ((en) When Someone Loves You, 2006)Publié dans la collection Passion ardente
3. (en) At Her Service, 2008Inédit en France

### Série Braddock-Black
1. Le séducteur sauvage, J'ai lu, 1994 ((en) Blaze, 1986)
2. Les enchères de la passion, J'ai lu, 1994 ((en) Silver flame, 1988)
3. (en) ForbiddenInédit en France
4. (en) BrazenInédit en France
5. (en) Force of natureInédit en France

### Série Duras-St John
1. Proposition malhonnête, J'ai lu, 1993 ((en) Sinful, 1992)
2. (en) Wicked, 1997Inédit en France
3. (en) Taboo, 1997Inédit en France
4. Péché d'orgueil, J'ai lu, 2000 ((en) A touch of sin, 1999)
5. (en) Legendary Lover, 2000Inédit en France